# Helmut Urbach
Helmut Urbach (* 17. Juni 1942 in Köln) ist ein deutscher Marathon- und Ultramarathonläufer, der seine größten Erfolge im 100-km-Straßenlauf feierte.

## Werdegang
1966 startete er zum ersten Mal bei einem Ultralauf und wurde Vierter bei den 100 km von Biel. Im Jahr darauf gelang ihm sein erster von sieben Siegen bei diesem Rennen (weitere folgten 1969, 1973, 1974, 1977, 1979 und 1980). 1969 blieb er mit 7:55 Stunden als erster Läufer bei diesem Wettbewerb unter acht Stunden und 1974 mit 6:59:28 Stunden als erster unter sieben Stunden.
Am 5. September 1971 stellte er in Unna mit 6:57:55 h eine inoffizielle Weltbestzeit über 100 km auf. Am 24. Mai 1975 erzielte er beim Ultralauf Florenz–Faenza mit 7:17:03 h einen Streckenrekord und verbesserte bei der 100-km-Zwischenzeitnahme seine Rekordmarke auf 6:40:03 h.
Fünfmal siegte er beim Königsforst-Marathon (1973, 1975, 1977, 1983, 1984), bei dessen erster Austragung 1973 er mit 2:25:46 h den Streckenrekord aufstellte, der erst im Jahr 2020 von Dominik Fabianowski unterboten wurde.
Urbach ist verwitwet und lebt in Köln-Porz. Er ist seit 2002 Ehrenmitglied der Deutschen Ultramarathon-Vereinigung (DUV).

## Persönliche Bestleistungen
- Marathon: 2:23:40 h, 1974
- 100-km-Straßenlauf: 6:40:03 h, 24. Mai 1975, Faenza
- 12-Stunden-Lauf: 140,234 km, 20. Juli 1986, Brühl
- 24-Stunden-Lauf: 223,034 km, 2. Mai 1993, Basel